# Nepeuskun

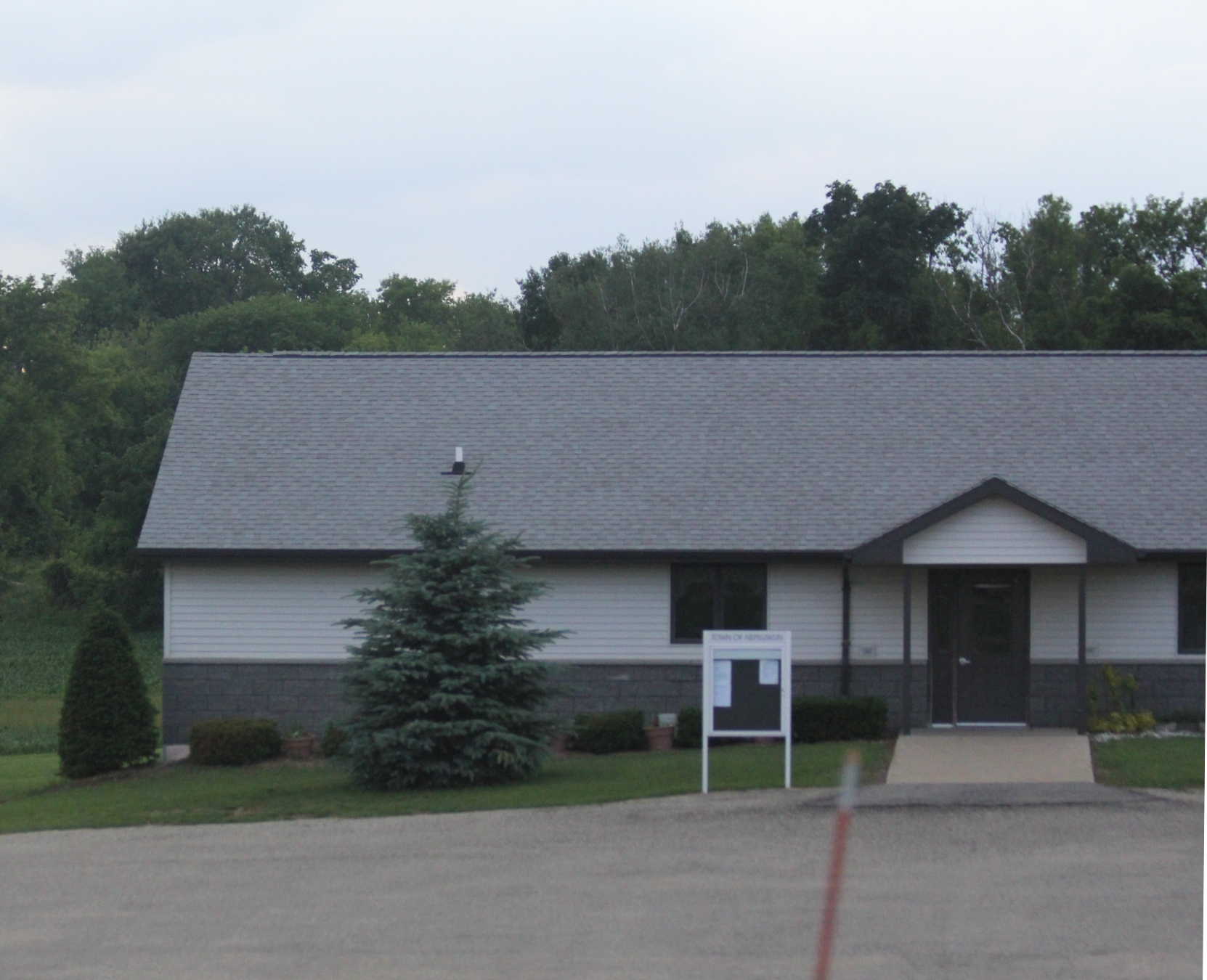
Ratusz w Nepeuskun

Nepeuskun – miasto w Stanach Zjednoczonych, w stanie Wisconsin, w hrabstwie Winnebago.